# Pieter Adriaan Barentsen
Pieter Adriaan Barentsen (Schoondijke, 15 februari 1876 - Zeist, 6 januari 1939) werd een grondlegger van de medische sociologie.
Hij groeide op in Zeeuws-Vlaanderen, volgde de HBS in Middelburg (1891-1894) en studeerde geneeskunde in Amsterdam. Daar ontwikkelde hij, mede dankzij prof. dr. Hector Treub, een grote kundigheid op het gebied van verloskunde en zuigelingenzorg. Op 18 oktober 1902 deed hij artsexamen.
Na een jaar praktijkervaring te hebben opgedaan in Oostburg, werd hij benoemd tot gemeentearts in Bergeijk en omgeving, in Kempenland (1903-1916). Dit was een arm, agrarisch gebied waar de zuigelingensterfte, vergeleken bij andere streken toentertijd, zeer hoog was. Dankzij zijn grote verdiensten op verloskundig gebied en zijn aanhoudende voorlichting wat betreft hygiëne bleven jonge kinderen vaker in leven en waren gezonder.
In 1917 werd Barentsen ziekenfondsarts in Velsen-Noord. Hier kreeg hij te maken met het hoog-industriële Noord-Hollandse Kennemerland. In deze periode verschenen een aantal artikelen van zijn hand, waarin hij de manieren van samenleven in het agrarische Kempenland vergeleek met het leven en werken in De Kempen.
Begin 1931 legde Barentsen zijn werk in Velsen neer; zijn gezichtsvermogen ging te sterk achteruit.
Barentsen en zijn vrouw Johanna Francisca van Ede van der Pals, 'apothecares', vertrokken naar Amsterdam. Hier maakte Barentsen een begin met zijn boek Het Oude Kempenland (uitgegeven in 1935); dit bleek pionierswerk op het gebied van de medische sociologie. Na de dood van Jo van Ede hertrouwde Barentsen in 1933 met To Cats, weduwe van Jan Kostelijk († 1927).
Op 6 januari 1939 stierf deze ‘stille goeie mens’ zoals zijn voormalige patiënten in De Kempen hem noemden. Hij werd begraven in Bergeijk.

## Publicaties

### Brochures
- 1912: Wat onze dokter zegt / Ouders, uw kinderen
- 1914: De Gezondheid van den Zuigeling

### Artikelen
- 1921: Vroedvrouw en kindersterfte
- 1922: Over de kindersterfte ten plattenlande van Oost-Noordbrabant
- 1923: Kindersterfte, Alcoholisme en Criminaliteit
- 1924: Bevolkingsvraagstuk
- 1926: Het gezinsleven in het Oosten van Noord-Brabant
- 1928: Over menschengroepen
- 1938: Biologie en sociologie

### Levenswerk
- 1935: Het Oude Kempenland